# Erdei gólyaorr
Az erdei gólyaorr (Geranium sylvaticum) a gólyaorrvirágúak (Geraniales) rendjébe és a gólyaorrfélék (Geraniaceae) családjába tartozó faj.
A Geranium nemzetség típusfaja.

## Előfordulása
Az erdei gólyaorr elterjedési területe csaknem egész Európa, a távolabbi déli részek kivételével.

## Alfajai
- Geranium sylvaticum subsp. lemanianum (Briq.) Schinz & R.Keller, 1908.
- Geranium sylvaticum subsp. sylvaticum
- Geranium sylvaticum subsp. uralense (Kuvaev) Tzvelev, 2000.

## Megjelenése
Az erdei gólyaorr felemelkedő szárú, mirigyesen szőrös, évelő növény, magassága 30-60 centiméter. Levelei kerekdedek, tenyeresen 5-7 karéjúak, a karéjok felső felükön durván, egyenlőtlenül csipkésen, fűrészesen bevagdalt szélűek. A levelek fonákja csak az erek mentén szőrös. A virágok átmérője elérheti a 3,5 centimétert, a szirmok élénkbíbor-, ibolyaszínűek, sötétebb erezettel, kissé kicsípett csúcsúak. Elvirágzás után a kocsányok felállók maradnak. Ez fontos megkülönböztető jegy a mezei gólyaorral (Geranium pratense) szemben, amelynél a terméses kocsányok letörten állók.

## Életmódja
Az erdei gólyaorr magaskórós társulásokban, vágásokon, nyirkos hegyi rétekben, havasi legelőkön fordul elő. Üde, nedves, tápanyagban és bázisokban gazdag humuszos agyag- és vályogtalajokon él. A virágzási ideje június–július között van. Főleg a gyöktörzse különböző cseranyagokat tartalmaz.

## Kulturális jelentősége
Sheffield megye nemzeti virága. Virágaiból kékesszürke festékanyag nyerhető, amivel az ókori Európában harci öltözeteket színeztek, mert úgy tartották, védelmet nyújt a csatában.

## Képek

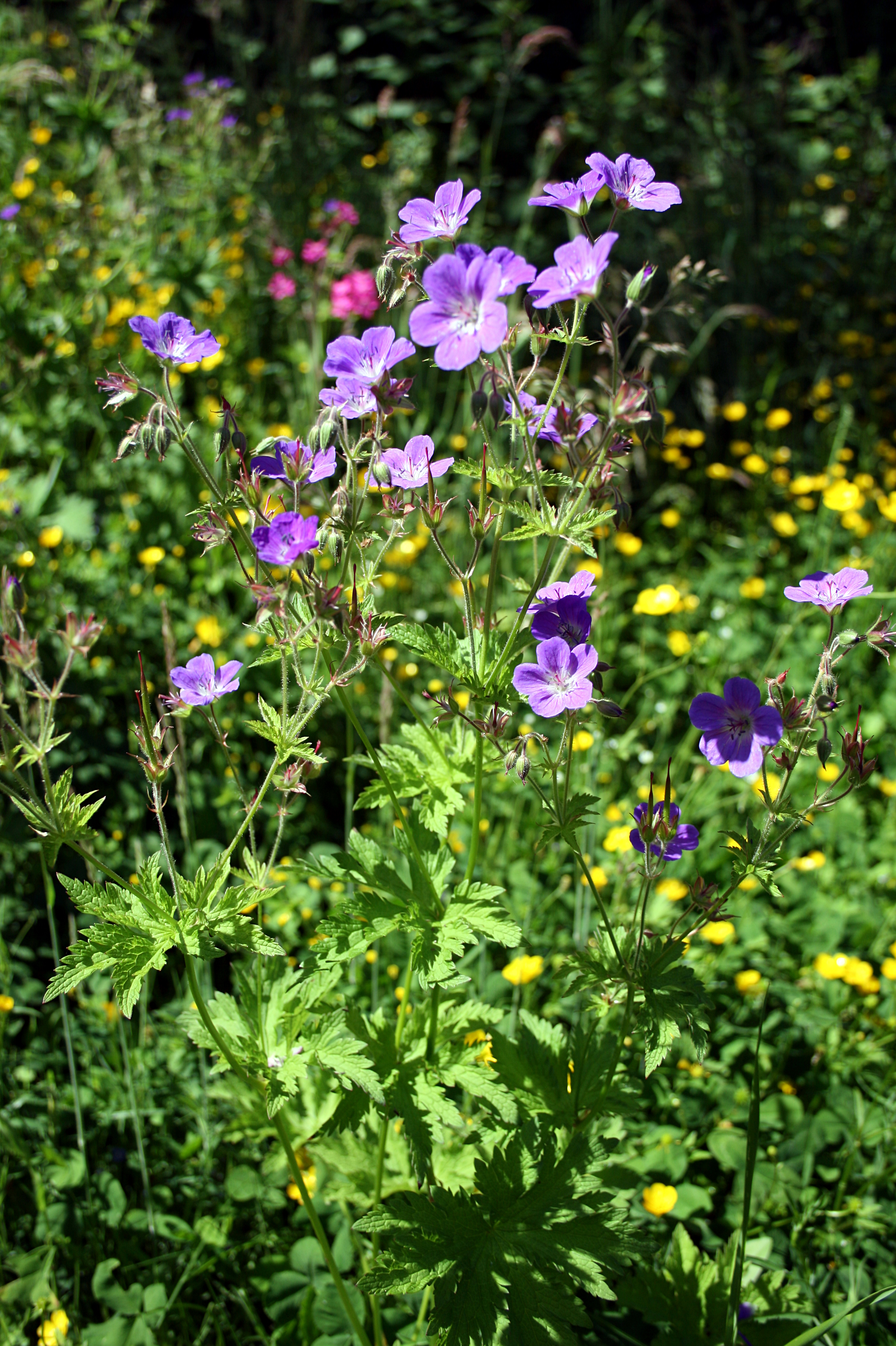
A növény
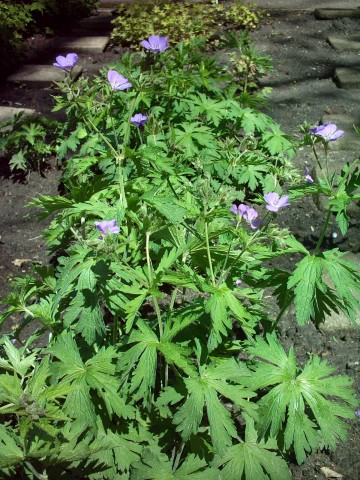
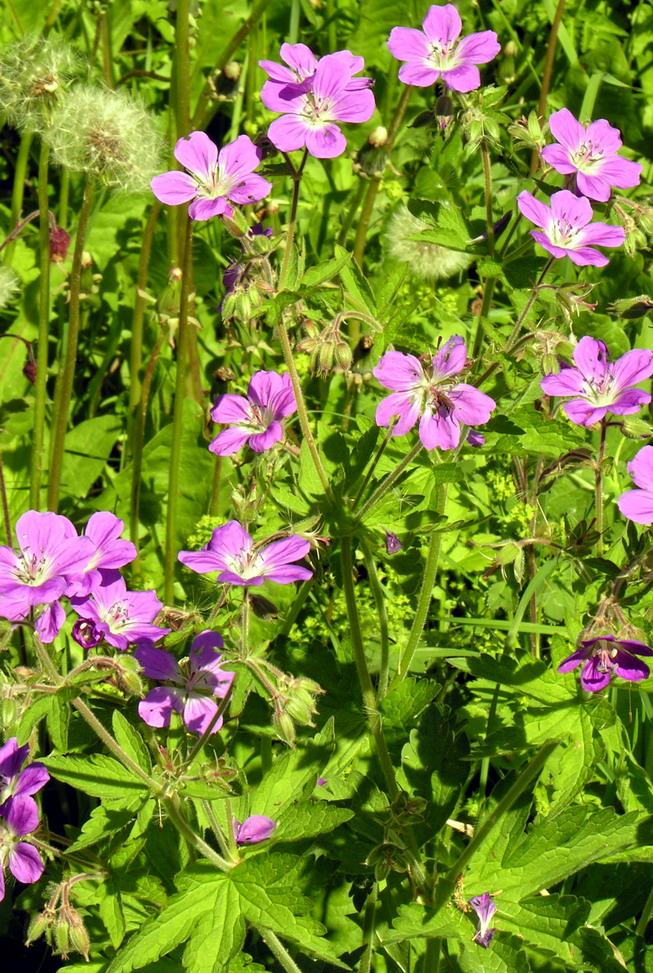
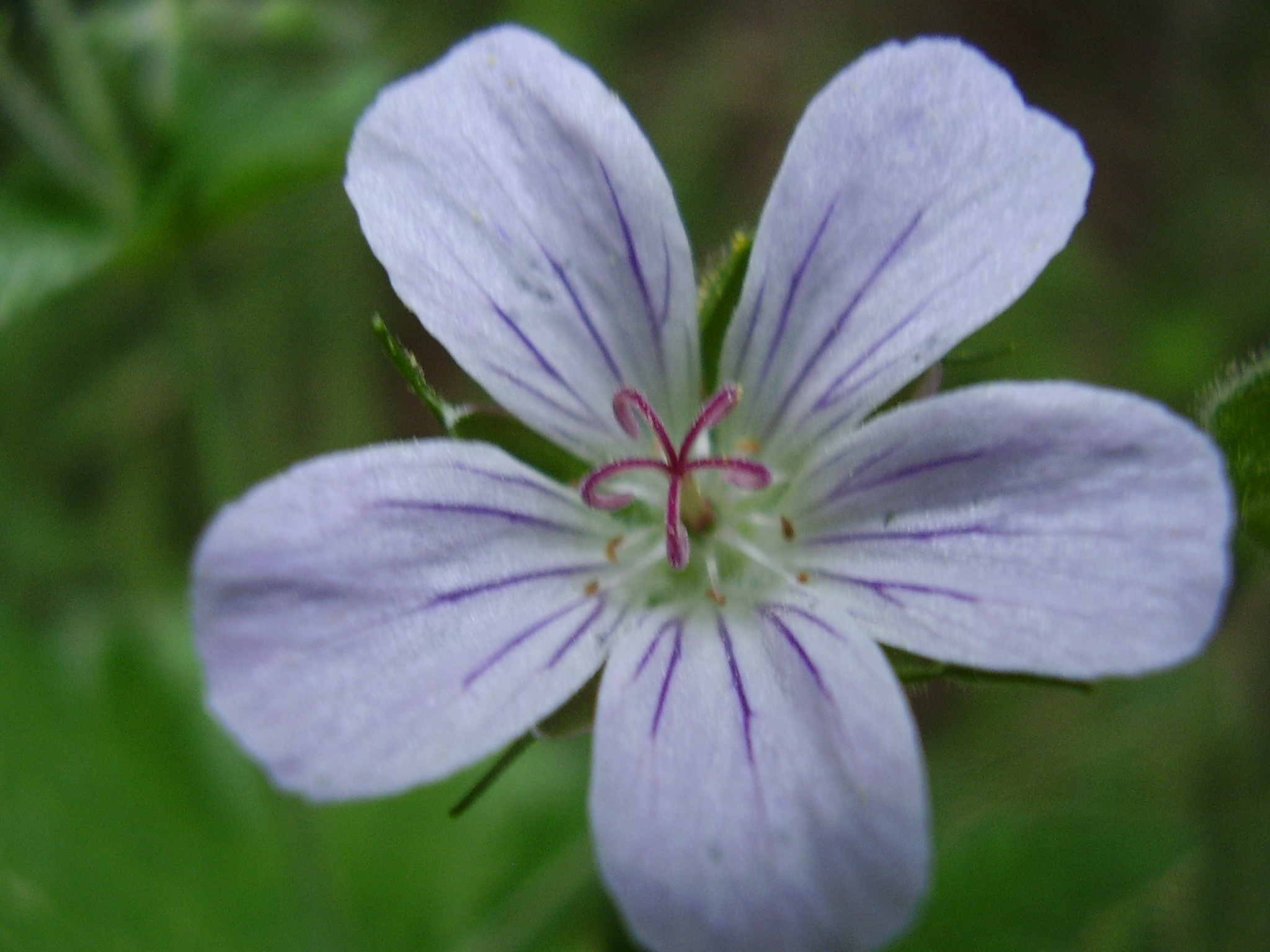
Virága
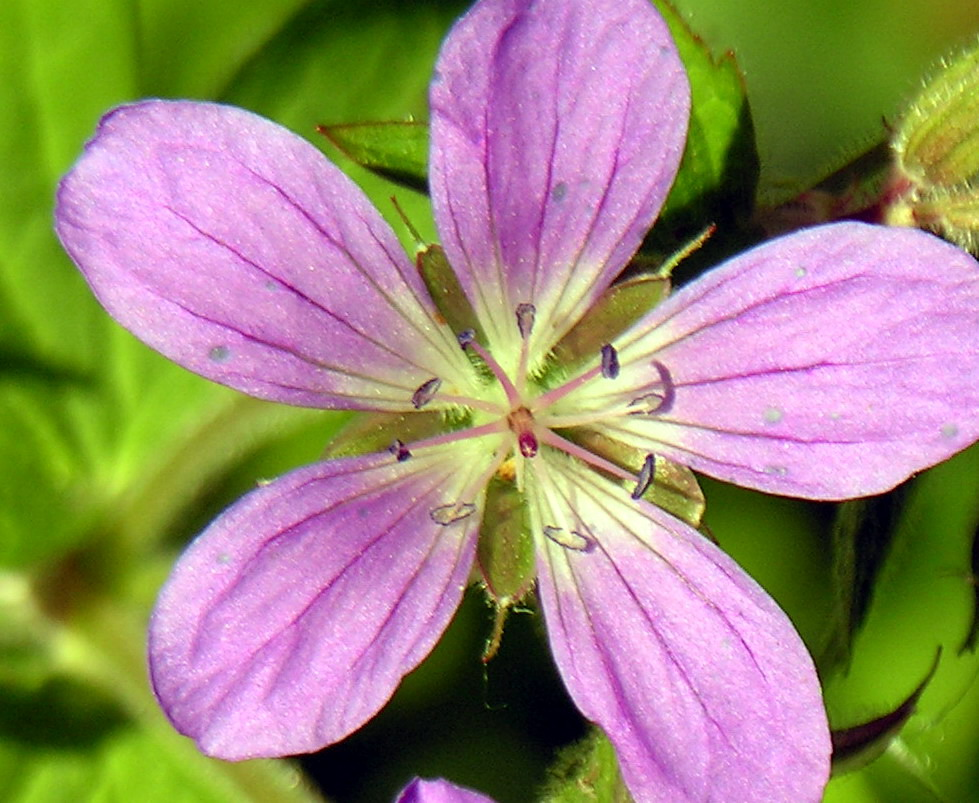
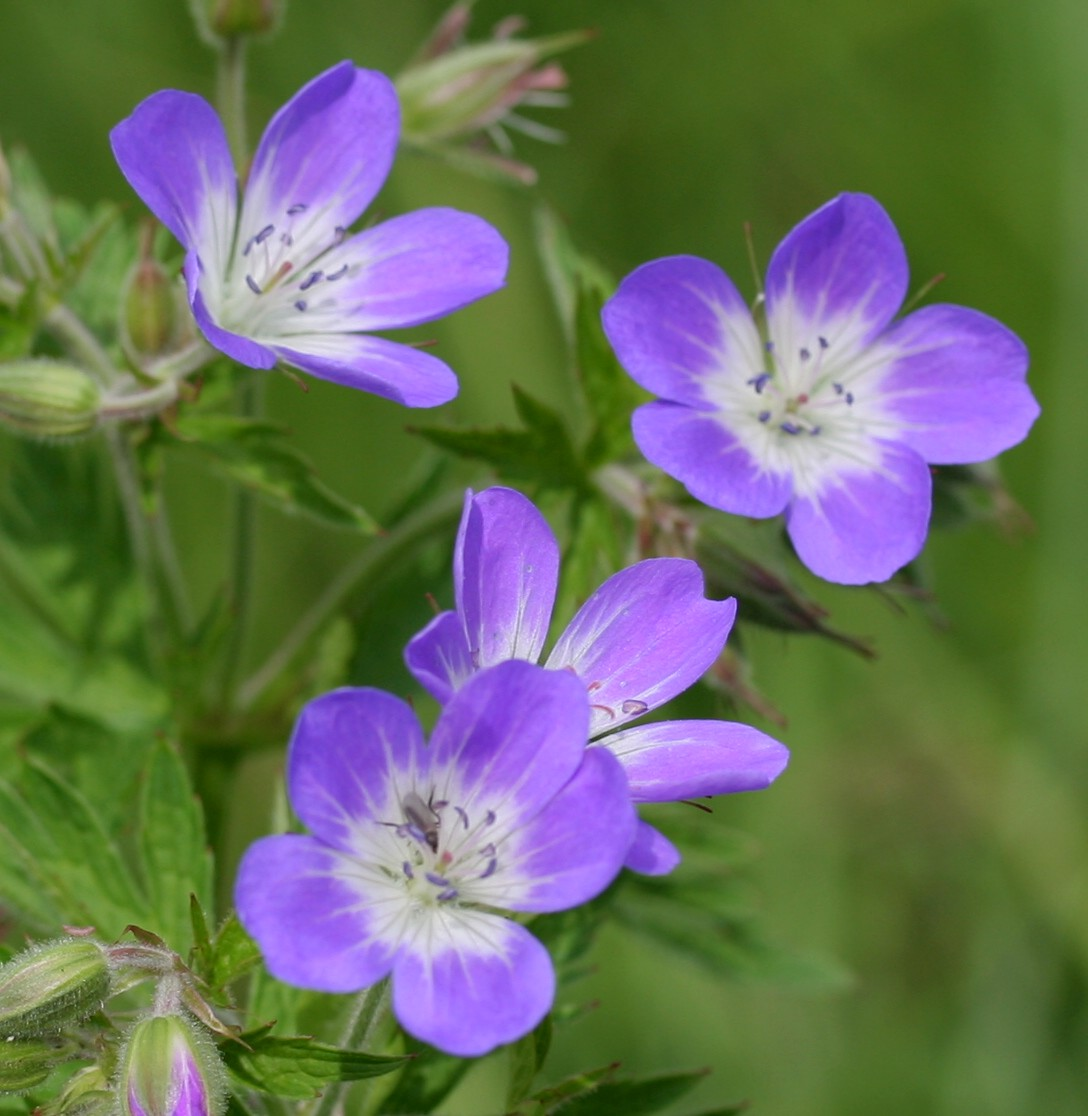
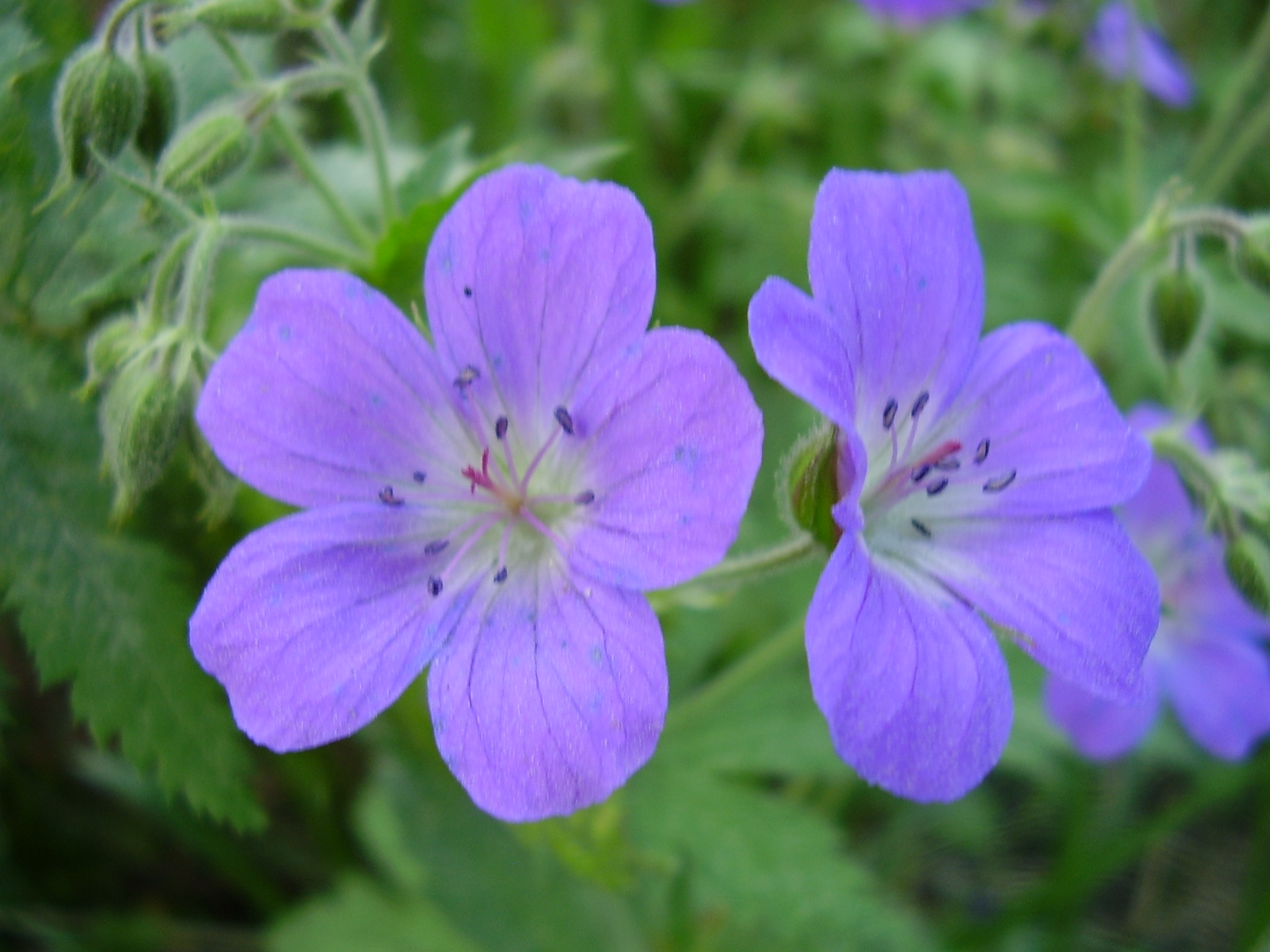
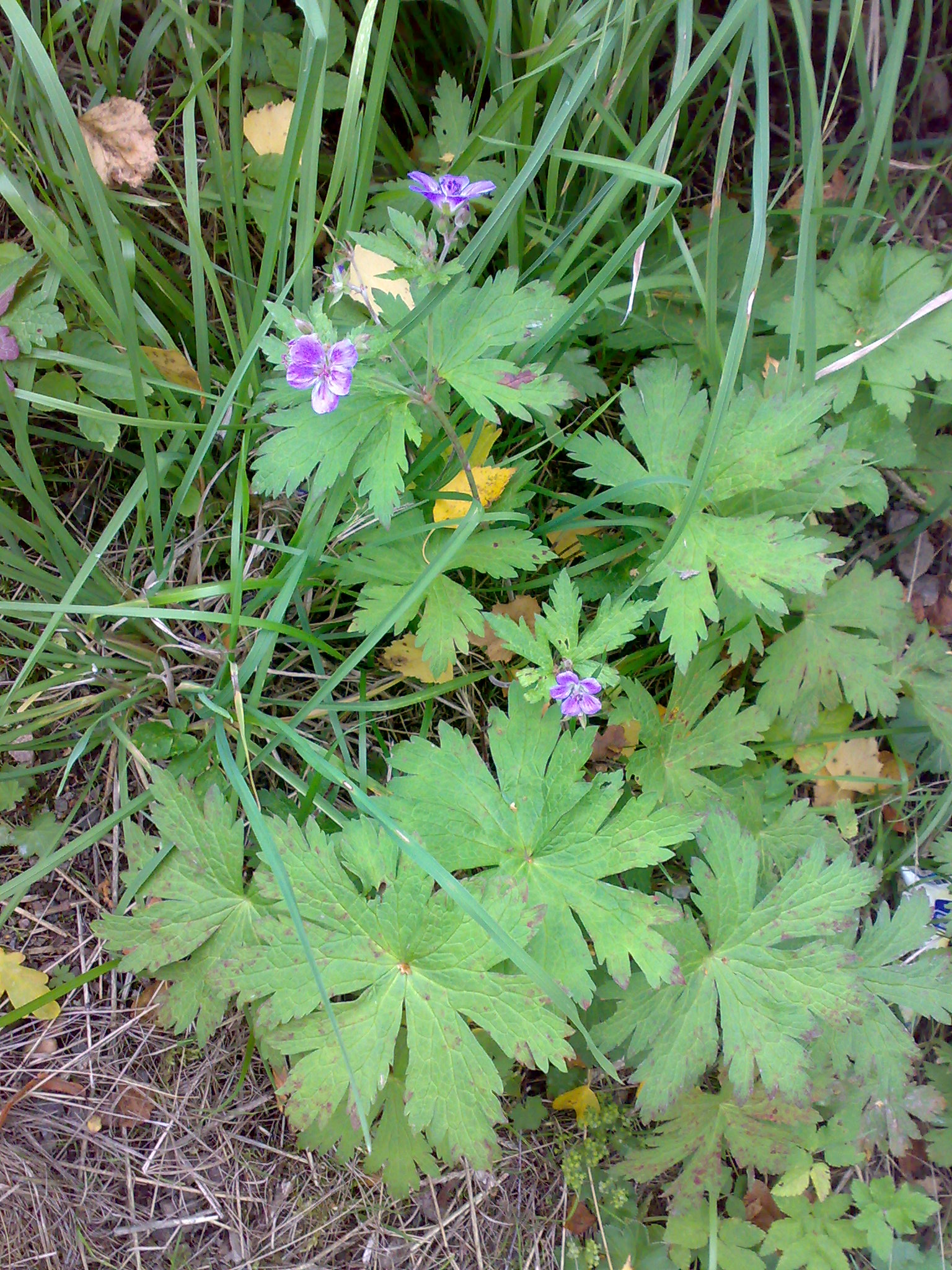
Levelei
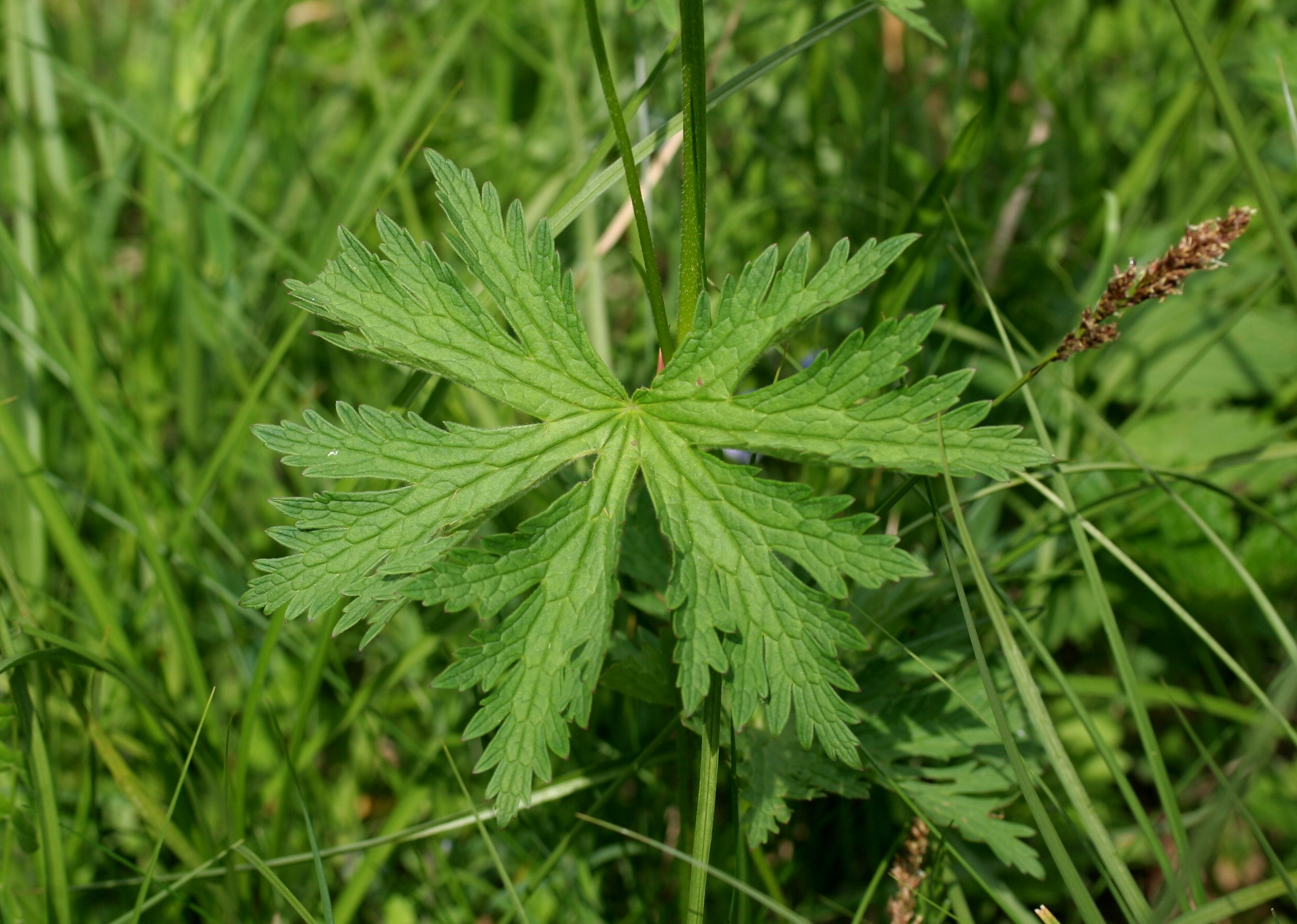
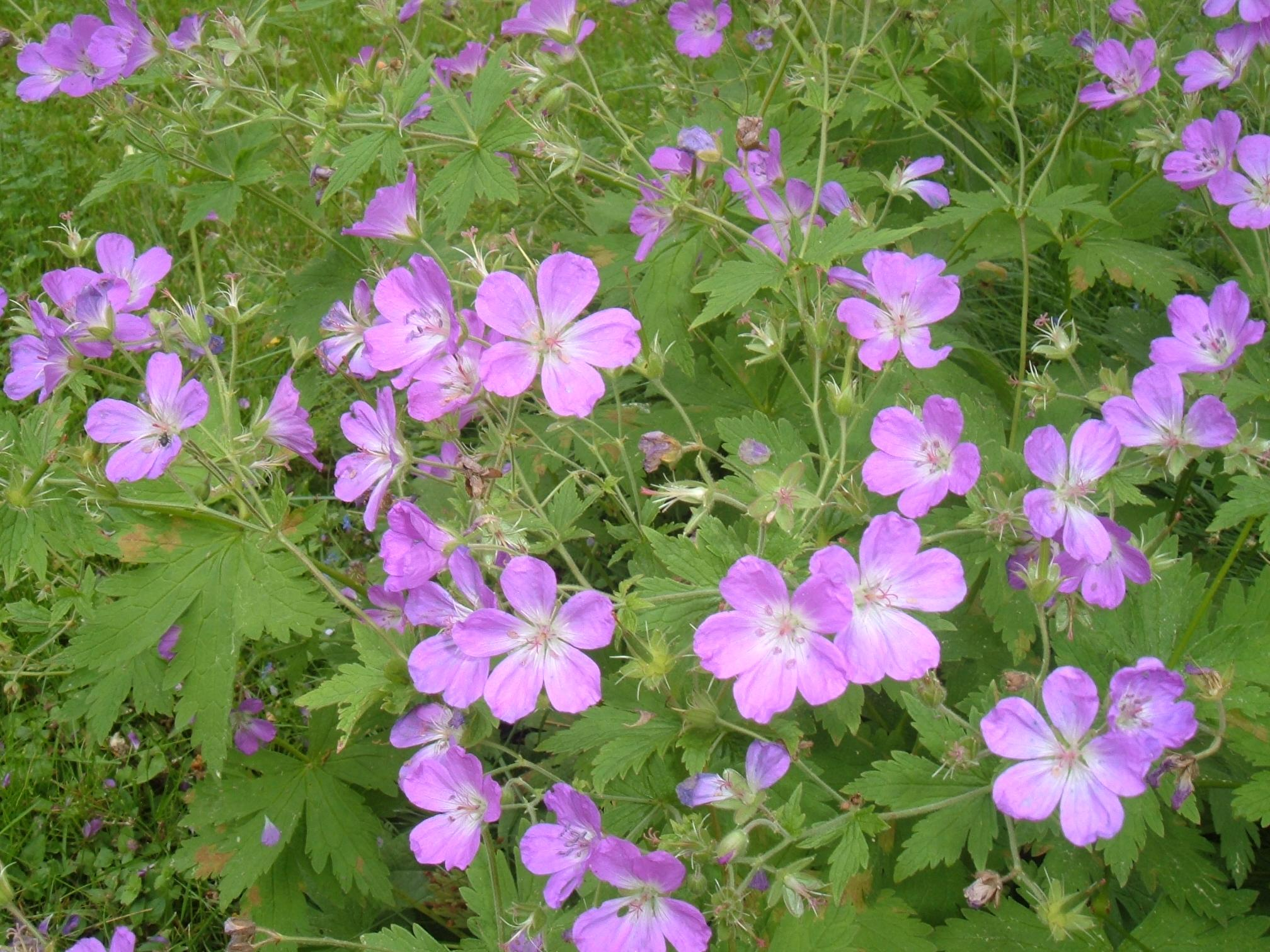
Telepei
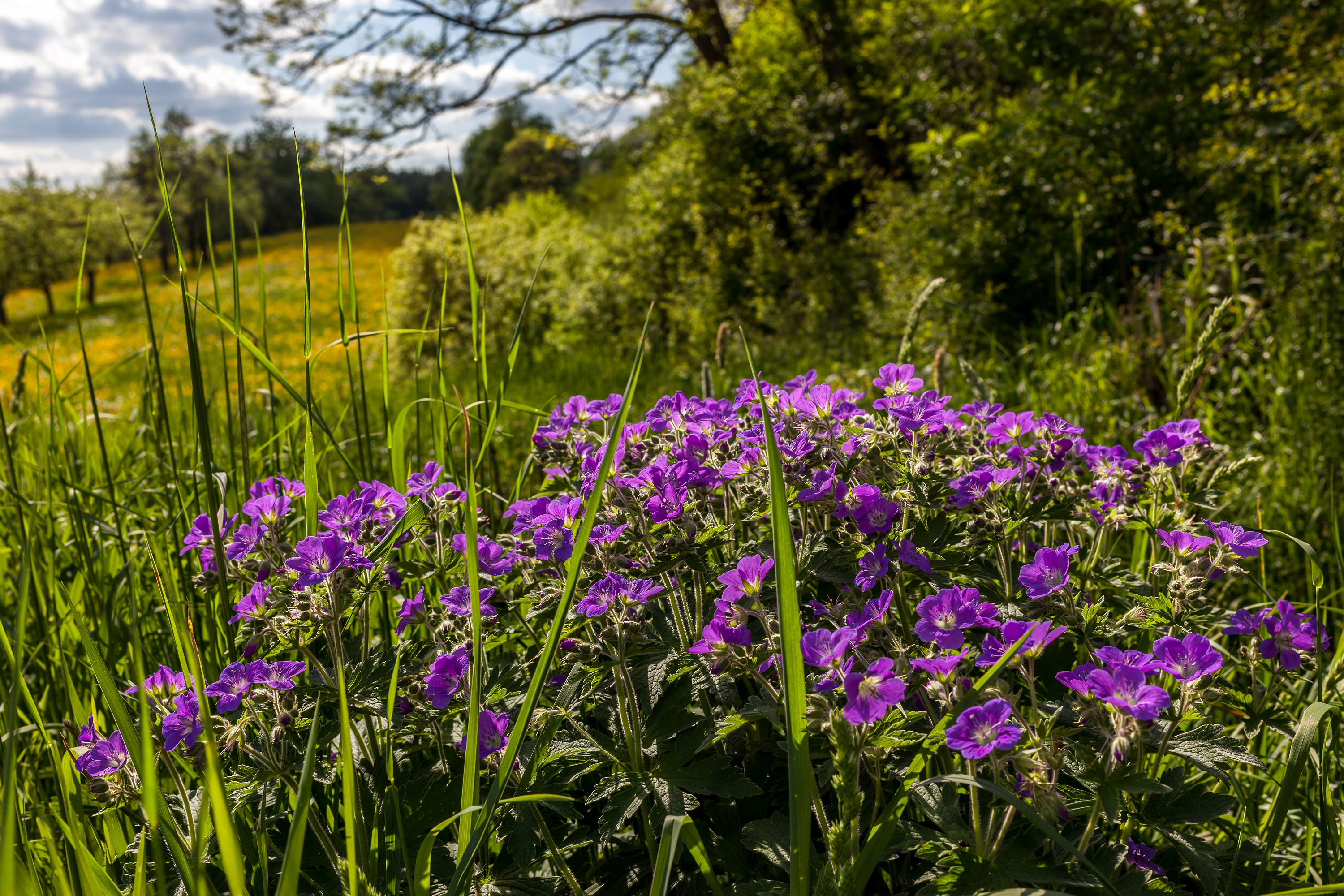
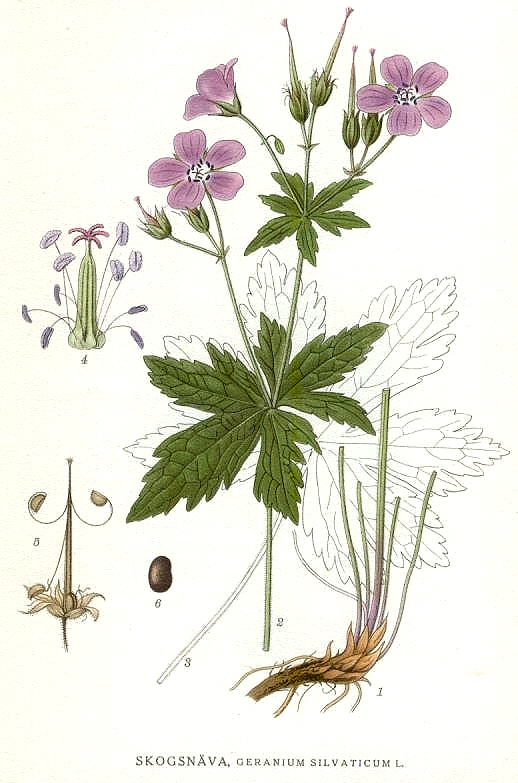
Rajz a növényről